# Kilociclos asesinos
Kilociclos asesinos est une bande dessinée espagnole illustrée par Francisco Ibáñez, appartenant à la franchise Mortadel et Filémon, éditée en 1980.

## Synopsis
Bruno el Megavatio s'évade de prison et veut se venger du Super qui l'a enfermé. Pour ce faire, ce technicien radio utilise l'une de ses inventions : l'émetteur kilocycle tueur, une onde qui annule la volonté des gens. El Megavatio tente de faire passer en douce un récepteur d'ondes déguisé en objet usuel à différentes personnes et de les soumettre ainsi à ses ordres de tuer le Super. Mortadel et Filémon doivent déjouer son plan.